# Leroy Resodihardjo
Leroy Resodihardjo (Leidschendam, 4 marzo 1987) è un ex calciatore olandese, di ruolo centrocampista.

## Carriera
Debutta il 31 agosto 2008 con l'ADO Den Haag nella vittoria esterna per 2-5 contro lo Sparta Rotterdam.